# Stotra
Stotra ou Stotram é uma palavra em sânscrito, que significa "ode, elogio ou um hino de louvor". É um gênero literário de textos indianos projetados para serem cantados melodicamente, em contraste com shastras que são compostos para serem recitados.
Uma stotra pode ser uma oração, uma descrição ou uma conversa, mas sempre com uma estrutura poética. Pode ser um simples poema expressando louvor e devoção pessoal a uma deidade, por exemplo, ou poemas com doutrinas espirituais e filosóficas embutidas. Muitos hinos de stotra elogiam aspectos do divino, como Devi, Siva ou Vishnu. Relativo à palavra stuti, vindo do mesmo verbo, stu (para louvar) e basicamente ambos significam "louvor".